# Zhou Libo
Djou Li-Bo (în chineză: 周立波, în Pinyin: Zhōu Lìbō) (n. 1908, Yiyang, provincia Hunan  - d. 1979) a fost un prozator chinez.
A fost un luptător activ în cadrul mișcării comuniste, devenind în 1934 membru al Ligii scriitorilor chinezi de stânga, iar un an mai târziu, membru al Partidului Comunist Chinez.

## Opera
- 1949: Uraganul ("Baofeng tsouiu"), premiat cu Premiul Stalin pentru Literatură în 1952;
- 1955: Șuvoiul ("Tieshui benliu").